# TIGCC
TIGCC est un logiciel pour la programmation sur les calculatrices graphiques Texas Instruments équipées du processeur Motorola 68000 en langage C ou en assembleur.
Il inclut un EDI convivial pour le développement ainsi qu'un compilateur C basé sur GCC.
La plupart des outils inclus dans TIGCC sont distribués sous la licence GPL. Cependant, certains outils ne sont pas libres : c'est le cas de l'assembleur A68k, qui est un graticiel (freeware) (cela dit, TIGCC inclut également l'assembleur GNU qui est sous GPL et qui est l'assembleur utilisé par GCC. Il peut aussi être utilisé directement. A68k est optionnel). C'était également le cas de la compression des exécutables, mais celle-ci est maintenant sous LGPL (plus permissions supplémentaires). Tous les autres composants sont sous GPL (plus permissions supplémentaires pour TIGCCLIB).

## GCC4TI: unforkde TIGCC
Une initiative de quelques développeurs qui n'étaient pas impliqués dans le projet TIGCC auparavant et qui se sont retrouvés en désaccord avec le seul membre actif restant de l'équipe au sujet de certaines décisions a débouché sur un fork (une version partiellement divergente) dénommé GCC4TI, dont le démarrage fut annoncé le 3 janvier 2009. Ce fork inclut des patchs n'ayant pas été validés par les mainteneurs actuels de TIGCC, et reprend aussi certaines fonctionnalités abandonnées, dont la reprise du support de VTI qui avait été retiré (VTI n'étant plus mis à jour depuis 2001) au profit de celui de TiEmu.